# 허젠핑
허젠핑(중국어 간체자: 何见平, 정체자: 何見平, 병음: Hé Jiànpíng, 1973년 2월 26일 ~ )은 중국의 그래픽 디자이너이자 대학 교수이다.

## 생애
저장성 항저우시 푸양구 출신인 허젠핑은 1991년부터 1994년까지 중국 미술 학원에서 그래픽 디자인을 공부했고 1995년에 학사 학위를 받으며 졸업했다. 1997년부터 독일 베를린 예술대학교에서 하인츠 위르겐 크리스탄(Heinz Jürgen Kristahn) 교수로부터 미술학을 전공했고 2001년에 석사 학위를 받으면서 대학교를 졸업했다. 2011년에는 베를린 자유 대학교에서 문화사 박사 학위를 받았다.
허젠핑은 2001년부터 2008년까지 베를린 예술대학교 교수로 재직했으며 2006년부터 2019년까지 중국 항저우에 위치한 중국 미술 학원에서 박사 과정 학생 교수로 근무했고 홍콩 이공대학에서 초빙 교수로도 근무했다. 2002년에는 독일 베를린에 디자인 스튜디오 히자인(Hesign)을 설립했고 2008년에는 중국 항저우에 제2지점을 설립했다.
허젠핑은 프랑스 파리에 위치한 ESAG 페냉갱 미술학교(ESAG Penninghen)에서 석사 학위 시험 위원으로도 활동했으며 독일·오스트리아·스위스 국제 연극 포스터 비엔날레, 제슈프·바르샤바·닝보 국제 포스터 비엔날레, 레드닷 디자인 어워드, DFA 아시아 디자인상 등 수많은 국제 디자인 대회의 심사 위원으로 활동했다. 2005년부터 홍콩에서 국제 그래픽 연맹 회원으로 활동했다.
독일 유학을 결심하게 된 계기로는, 대학생 때부터 독일 바우하우스 디자인에 매료되었고, 그의 롤모델은 독일 디자이너 군터 람보브Gunter Rambow, 홀거 마티잔트Holger Matthiesand 이기 때문이다. 또한 말보다 한 장의 이미지가 더욱 강렬한 제2차 세계대전 이후의 독일 포스터 디자인을 좋아해  독일 유학을 결심하게 되었다고 한다.

## 수상 경력
폴란드 바르샤바 국제 포스터 공모전, 일본 토야마 트레엔날레 국제 포스터 공모전, ADC 뉴욕 어워드 , 핀란드 라흐티 국제 포스터 비엔날레, 중국 닝보 국제 포스터 비엔날레 등에서 수상했다

## 전시회
서울 서초구 예술의 전당 서예전시실에서 열린 서울 국제 타이포그래피 비엔날레, '타이포잔치 20111'에 허젠핑의 작품을 전시 한 적이 있다.

## 참고 문헌
- 동서양 어느 것도 아닌 자신, 그래픽 디자이너 허젠핑[깨진 링크(과거 내용 찾기)]
- AGI (International Graphic Design Alliance) 공식 웹 사이트: Jianping He, Germany (2005)
- 월간디자인[깨진 링크(과거 내용 찾기)]
- 연합 뉴스 https://n.news.naver.com/mnews/article/001/0005238494?sid=103